# Edward Russell (1642-1714)
Pour les articles homonymes, voir Edward Russell.
Lord Edward Russell (1643:222 – 30 juin 1714) est un homme politique anglais. Il épouse France Lloyd, une veuve, en 1688. Ils n'ont pas d'enfants.
Edward Russell est le fils de William Russell (1er duc de Bedford) (1616-1700). Edward est éduqué en privé et à l'Université de Padoue. À la mort du 1er duc, Edward est le plus âgé des fils survivants, mais le duché passe à son neveu, le jeune Wriothesley Russell (2e duc de Bedford), car Wriothesley est le fils du frère aîné d'Edward, William Russell (1639-1683).
Edward Russell représente Tavistock au Parlement du 13 février 1679 au 23 mars 1683. Russell a été nommé Custos Rotulorum de Caernarvonshire en 1689, lors de la Glorieuse Révolution, et est Trésorier de la Chambre de 1694 à 1702. Il est brièvement le Lord Lieutenant du Bedfordshire, Lord Lieutenant du Cambridgeshire, Lord-Lieutenant du comté de Middlesex, et Custos Rotulorum de Middlesex de 1700 à 1701, quand son neveu Wriothesley Russell (2e duc de Bedford) atteint sa majorité et assume ces offices.